# 黄兴 (1953年)
黄兴（1953年3月—），男，北京人，中华人民共和国政治人物、外交官。

## 生平
1978年，毕业于北京外国语学院英语系，进入国家科学技术委员会工作。1979年，任驻美国大使馆随员。1983年，任国家科委科员，后任副处长、处长。1992年，任驻加拿大大使馆科技参赞。1995年，任科技部中国科技交流中心副主任。2000年，任驻比利时大使馆兼驻欧共体使团公使衔参赞。2001年，任科技部中国科技交流中心主任。2006年2月，出任中华人民共和国驻特立尼达和多巴哥大使。2009年8月，出任中华人民共和国驻芬兰大使。2014年1月，自驻芬兰大使离任。